# Lindingaspis tomarum
Lindingaspis tomarum är en insektsart som beskrevs av Alfred Serge Balachowsky 1958. Lindingaspis tomarum ingår i släktet Lindingaspis och familjen pansarsköldlöss. Inga underarter finns listade i Catalogue of Life.